# SEC63
El homólogo de la proteína de translocación SEC63 (DnaJ homolog subfamily C member 23) es una proteína integral de membrana de la pared del retículo endoplasmático, que en humanos está codificada por el gen SEC63.

## Función
El complejo SEC61 es el componente central del aparato de translocación de proteínas de la membrana del Retículo endoplasmático (RE). Tanto la proteína codificada por este gen como la proteína SEC62 están asociadas con el complejo SEC61 libre de ribosomas. Se especula que SEC61-SEC62-SEC63 puede realizar una translocación de proteínas co-traduccional y post-traduccional en el RE. El complejo SEC61-SEC62-SEC63 también podría realizar el transporte hacia atrás de proteínas ER que están sujetas a la vía de degradación dependiente de ubiquitina-proteasoma (ERAD, ER-Associated Degradation).

## Estructura de la proteína SEC63
La proteína SEC63 es una proteína transmembranal#Transmembranal multipaso ubicada en el RE rugoso.
Podemos dividir la estructura de SEC63 en tres partes:
1. Extremo N-terminal: Orientado hacia el lumen del RE. Los 40 aminoácidos que lo forman tienen la capacidad de desestabilizar el complejo SEC61-SEC62-SEC63 si son seccionados.
2. Dominios transmembrana (TMD, trans-membrane domains): en total presenta 3 dominios. El primero también participa en la función de extremo N-terminal. En el bucle entre el primer y el segundo TMD se encuentra el dominio DnaJ, cuya tarea es interactuar con la chaperona Kar2 (proteína vital en la translocación proteica) que se puede localizar en el lumen.
3. Extremo C-terminal: Orientado hacia el citosol, presenta una gran cantidad de aminoácidos de tipo ácido: ácido aspártico (Asp) y glutamato (Glu). Se relaciona con SEC62 SEC71 y SEC72. También contiene el dominio proteico FN3 (también llamado Brl), el cual si es truncado provoca que la formación del complejo no se haga de la manera correcta, perjudicando por lo tanto en la translocación de los polipéptidos. Finalmente, destacar también que dos aminoácidos treonina (Thr) pueden ser fosforiladas (un grupo fosfato puede unirse a ellas), causando que la relación con SEC62 se endurezca.[7]

## Gen
El gen SEC63 se ubica en el cromosoma 6, en su brazo largo q, concretamente en la banda 21; utilizando la sintaxis del locus, de manera resumida: 6q21.

## Traducción de la proteína
El SEC63 en el cromosoma 6 (humano), se encuentra en las coordenadas 107,867,756-107,958,208 del mismo. Él da lugar a la proteína, la cual cuenta con una longitud de 760 aminoácidos. La secuencia de estos aminoácidos es: 
(0)     MAGQQFQYDD   SGNTFFYFLT     SFVGLIVIPA      TYYLWPRDQN    AEQIRLKNIR  
(50)   KVYGRCMWYR   LRLLKPQPNI     IPTVKKIVLL       AGWALFLFLA    YKVSKTDREY 
(100) QEYNPYEVLN     LDPGATVAEI     KKQYRLLSLK    YHPDKGGDEV   MFMRIAKAYA  
(150) ALTDEESRKN    WEEFGNPDGP   QATSFGIALP    AWIVDQKNSI     LVLLVYGLAF 
(200)  MVILPVVVGS    WWYRSIRYSG   DQILIRTTQI     YTYFVYKTRN      MDMKRLIMVL  
(250)  AGASEFDPQY   NKDATSRPTD     NILIPQLIRE       IGSINLKKNE     PPLTCPYSLK 
(300)  ARVLLLSHLA    RMKIPETLEE      DQQFMLKKCP   ALLQEMVNVI    CQLIVMARNR  
(350)  EEREFRAPTL   ASLENCMKLS   QMAVQGLQQF   KSPLLQLPHI    EEDNLRRVSN 
(400)  HKKYKIKTIQ     DLVSLKESDR   HTLLHFLEDE     KYEEVMAVLG  SFPYVTMDIK  
(450)  SQVLDDEDSN  NITVGSLVTV     LVKLTRQTMA      EVFEKEQSIC   AAEEQPAEDG 
(500)  QGETNKNRTK  GGWQQKSKGP  KKTAKSKKKK  PLKKKPTPVL   LPQSKQQKQK  
(550)  QANGVVGNEA  AVKEDEEEVS   DKGSDSEEEE TNRDSQSEKD  DGSDRDSDRE 
(600)  QDEKQNKDDE  AEWQELQQSI   QRKERALLET   KSKITHPVYS    LYFPEEKQEW 
(650)  WWLYIADRKE   QTLISMPYHV   CTLKDTEEVE    LKFPAPGKPG    NYQYTVFLRS 
(700)  DSYMGLDQIK   PLKLEVHEAK   PVPENHPQWD   TAIEGDEDQE    DSEGFEDSFE 
(750)  EEEEEEEDDD 

## Papel de la proteína SEC63 en la degradación de proteínas
A partir de estudios basados en el seguimiento de organismos mutantes se pudo observar que la proteína SEC63 está involucrada en la vía ERAD ( ER-associated degradation) de las levaduras. Además, esta proteína también se encuentra asociada a proteosomas, posiblemente tomando papel en la vía de exportación.
 Esto lo demostró una mutación en el dominio J (dominio encargado de interactuar con una chaperona) de la proteína SEC63, causante de una imperfección en la ERAD de sustratos solubles. A diferencia de las células de mamíferos, donde esta mutación solo afectó al equilibrio de proteínas específicas en la membrana celular, ya que la cantidad de proteínas SEC63 está relacionada con la concentración de ciertas proteínas en esta.
La disfunción celular puede estar causada por una acumulación de proteínas defectuosas en el retículo endoplasmático. Para evitar cierta acumulación, la célula lleva a cabo un proceso de degradación de proteínas. Se ha visto como la proteína SEC63 trabaja junto la proteína SEC61 formando un canal translocador encargado de la translocación de proteínas mal plegadas del retículo endoplasmático hacia el citoplasma (donde serán degradadas gracias a la actuación de un proteasoma).
SEC63, además, interactúa con chaperonas, con la finalidad de facilitar el plegamiento correcto de las proteínas, y también es la responsable de activar el sensor IRE1α, que se encarga de reconocer los niveles de estrés de la célula y participa en la homeostasis del retículo endoplasmático (tiene un efecto en la ERAD).

## Complejo SEC61-SEC62-SEC63
Se conoce que la SEC61p forma la base del complejo SEC61, encargado de la translocación co-traduccional. Sin embargo, en levaduras, una proteína puede ser translocada de manera post-traduccional mediante el complejo SEC.
Este complejo en cuestión está formado por las proteínas SEC61, SEC62 y SEC63. Ambas SEC62 y SEC63 se hallan en la membrana del retículo endoplasmático humano, aunque los estudios que se tienen de este complejo son sobre levaduras. Se conoce que la hélice N-terminal de la proteína SEC61p es esencial para suministrar estabilidad al conjunto del complejo SEC y, por lo tanto, totalmente necesaria para la importación postraduccional de proteínas al retículo endoplasmático. El papel que juegan las proteínas SEC62 y SEC63 no es tan conocido como el explicado de la proteína SEC61. No obstante, ambas conducen a la apertura del canal SEC61. Si hubiera una falta de la proteína SEC62, el canal sería inactivo: el poro de translocación estaría cerrado. Concretando en el papel de la SEC63, esta reacciona con la proteína SEC61 previamente con el objetivo de abrir de manera parcial la compuerta lateral de la SEC61. Si hay una interrupción de su interacción el canal se cierra en su totalidad. 
En conclusión, la función de este complejo en levaduras es translocar una proteína en el retículo endoplasmático de manera co-traduccional y post-traduccional, y este objetivo se cumple mediante la cooperatividad de las proteínas SEC62 y SEC63, que actúan de manera completamente organizada para el correcto funcionamiento del canal de la proteína SEC61.

## SEC63 en la translocación de las proteínas al RE
Según el enfoque clásico, las proteínas son sintetizadas en los ribosomas, y después son translocadas al lumen del retículo endoplasmático (RE) donde serán plegadas y enviadas adonde se precisen.
No obstante, para que éstas sean introducidas al lumen, deben atravesar la bicapa lipídica del RE, y lo hacen a través de la interacción de la secuencia señal o STOP del polipéptido con una partícula de reconocimiento de señales (SRP). Esta interacción hará que la proteína translocadora, también llamada translocón (SEC61), la introduzca al lumen. A esta proteína le acompañan otras, como Hsp70 y su co-chaperona SEC63, las cuales ayudan a que la proteína adopte su estructura terciaria. En este proceso también ayuda SEC62, formando el complejo SEC61-SEC62-SEC63.
El papel de SEC63 es primordial. Un estudio ha demostrado que, aún encontrándose silenciado el gen SEC61, la proteína SEC63 actúa en las fases iniciales de la translocación de los péptidos.
También cabe recalcar la diferencia entre el enfoque clásico ya explicado, y el emergente sobre este proceso. Este último, tal y como se ha evidenciado en el estudio de la levadura, introduce un nuevo complejo SEC, formado por SEC72 y Ssb 1 (proteína que forma parte de la subfamilia B1 de Stress-Seventy). En este suceso, SEC63 no tiene participación ninguna.

## Significación clínica
Se han realizado estudios que han demostrado la relación entre diversas mutaciones del gen codificante para SEC63 con la enfermedad hepática poliquística autosómica dominante.
 Más concretamente se ha estudiado tres mutaciones concretas en este gen: 
1. Una mutación por sustitución: se observó la sustitución del ácido aspártico situado en la posición 168 por una histidina, afectando gravemente a la estructura de la proteína pues el pKa de la histidina (aminoácido de carácter básico) es muy diferente al del ácido aspártico (aminoácido de carácter ácido).
2. Una tracción por inserción: se observo la inclusión de un codón de STOP en el marco de lectura que con lleva como consecuencia una terminación prematura del proceso de traducción.
3. Una mutación por deleción: se observó la eliminación de dos pares de bases, acortando la secuencia de ADN conllevando un cambio en el proceso de traducción que significa una terminación prematura de la traducción.

La primera mutación esta relacionada con pacientes estudiados que padecían la enfermedad con una menor gravedad. Por otro lado, las dos mutaciones siguientes si que conllevan un riesgo mayor para la salud, pues en ambos casos la proteína se ve seriamente afectada por la detención prematura del proceso de traducción haciendo que esta no puede adquirir la estructura necesaria para llevar a cabo su función.
Por otra parte, se ha detectado la participación de SEC63 en otros procesos patológicos como lo son la diabetes y cánceres.

## Relación entre SEC63 y el carcinoma hepatocelular
La proteína SEC63 está relacionada con diversos procesos para la supervivencia de células tumorales. Recientes estudios han demostrado como en las células del carcinoma hepatocelular (HCC) la secuencia del gen SEC63 es utilizada para poder alcanzar la homeostasis celular y por ende favorecer su replicación y resistencia. 
Las células HCC están sometidas a factores de estrés por el organismo como medio de defensa frente a las mismas. El retículo endoplasmatico (ER) es el encargado de regular la síntesis de proteínas importantes para la supervivencia y adaptación celular, sin embargo en las células tumorales los procesos del ciclo celular se ven acelerados, aumentando así el estrés en el ER, y por ende el número de proteínas mal plegadas. Existen mecanismos que se encargar de liberar el estrés en el ER. En el caso de las células tumorales secuestran estos mecanismos para facilitar su supervivencia.
Como medio de liberación de estrés en el retículo, se pone en marcha la vía IRE1α,  activando a SEC63, que en el caso de las células HCC induce la estabilización de la enzima ACLY, produciendo como resultado un aumento de los suministros de acetil-CoA (un metabolismo esencial en la biosíntesis de lípidos) que favorece la capacidad del ER y por tanto ayuda a reducir el estrés en dicho orgánulo. Además, a través de ACLY, SEC63 potencia la expresión de la proteína Snail1, un importante regulador de la transición epitelio-mesénquima (EMT), lo que favorece que las células cancerígenas adquieran habilidades invasoras y por tanto sean capaces de migrar hacia otros tejidos (metástasis). 
Es por tanto que se ha descubierto una relación entre niveles altos de SEC63 en pacientes con HCC con un pronóstico más desfavorable de la enfermedad, ya que promuevan un mayor adaptación  del cáncer a respuestas inmunitarias. Es por eso que SEC63 se ha convertido en un biomarcador de agresividad tumoral y un objetivo ara terapias HCC, donde se utilizan inhibidores de la enzima ACLY para reducir la capacidad metastásica de las células.

## Malfuncionamientos de SEC63 en el pez cebra
Un estudio ha evidenciado como una mutación en el gen SEC63, llamada SEC63-st67, crea un polipéptido "sin sentido". Se ha encontrado cierta relación entre SEC63-st67 y las dos siguientes enfermedades:
- Enfermedad Hepática Poliquística (EHP): Tal y como ocurre en los seres humanos, un SEC63 que no funcione bien causa EHP. Como SEC63 forma parte del translocón del retículo endoplasmático (ER) de las células eucariotas, muchas proteínas se acumularán en el citosol, y este hecho provocará que los canalículos biliares se vean interrumpidos, la matriz citoplasmática (citosol) modificada, y que los lisosomas crezcan y se acumulen en la célula. Todo esto desembocará a un cuadro de EHP.
- Desmielinización: Los axones de las neuronas se encuentran recubiertos de una sustancia de carácter lipídico llamada mielina (esfingomielina). Ésta aísla al axón y ayuda en la correcta transmisión del impulso nervioso. Las vainas de mielina se encuentran separadas por un espacio llamado nodo de Ranvier donde, de manera basal, se puede encontrar una alta concentración de canales de sodio dependientes de voltaje. Con la mutación de SEC63-st67, la cantidad de mielina se ve reducida en las neuronas tanto del sistema nervioso central como del periférico (anomalías en la glía mielinizante). En los nódulos de Ranvier de la médula espinal y los nervios periféricos hay también menos canales de sodio. Además, en la glía mielinizante se observan retículo endoplasmático RE hinchados (sobre todo en los primeros días de vida de los peces de cebra), debido a que SEC63-st67 causa que los marcadores del estrés del RE se activen cuando no deben (proceso UPR,  unfolded protein response). Este defecto se va haciendo progresivamente más dañino a medida que pasan los días.[17]